# Joseph Kittinger
Joseph William Kittinger Jr. (n. 27 iulie 1928, Tampa, Florida, SUA – d. 9 decembrie 2022, Orlando, Florida, SUA) a fost un ofițer al Forțelor Aeriene ale Statelor Unite ale Americii. A rămas celebru pentru misiunea Excelsior III când a făcut, la 16 august 1960, cea mai înaltă săritură cu parașuta. Joe Kittinger a sărit de la o înălțime de peste 31 de kilometri, mai exact 31,330 metri. El a urcat la această înălțime cu ajutorul unui balon cu aer cald.
Căpitanul  Joseph W. Kittinger a căzut liber timp de 4 minute și 49 secunde, înainte de a deschide parașuta principală deasupa statului american New Mexico. Înainte de a deschide parașuta principală, căderea a fost stabilizată cu ajutorul unei pânze de 6 metri pentru a preveni o eventuală rotație fatală.
În timpul căderii libere, Joseph Kittinger a ajuns la o posibilă viteză de 1149 km/h în aerul rarificat de la mare altitudine. Pentru protecția la temperaturile de sub 0° Joseph Kittinger a purtat un costum special multistrat care să reziste și la presiunea atmosferică.
Prin acest salt, în 1960, Joseph Kittinger a dovedit că omul poate supraviețui unei căderi din stratosferă.
Recordul de înălțime deținut de Joseph Kittinger a fost doborât de Felix Baumgartner la 14 octombrie 2012, când austriacul a sărit de la înălțimea record de 36.576 de metri, tot deasupra statului american New Mexico. Coborârea lui Baumgartner cu parașuta a durat aproximativ 8 minute și a atins viteza de 1349 km/h, depășind viteza sunetului.

## Viața timpurie și cariera militară
Născut în Tampa, Florida. În martie 1949 a intrat în serviciul Forțelor Aeriene ale SUA și a fost trimis la o școală pilot de formare. După sfârșitul formării, în martie 1950 a fost promovat la rangul de pilot și al doilea locotenent. El a efectuat un serviciu suplimentar la Baza Aeriană Ramstein ca parte a 86-lea Fighter-Bomber Wing. În 1953, a fost transferat la baza aeriană Holloman din New Mexico, unde a servit ca ofițer de siguranță al zborului, a fost un instructor în tehnicile de supraviețuire și ejecție.

## Proiectul Stargizer
Revenind la baza aeriană Holloman, Kittinger a luat parte la proiectul Stargeizer în perioada 13-14 decembrie 1962. El și astronomul William C. White au urcat pe o stratosferă la o altitudine de 19.050 de metri, unde au petrecut mai mult de 15 ore urmărind observații astronomice.

## Premii militare și decorațiuni
Kittinger a primit următoarele distincții și decorațiuni în timpul carierei sale USAF:
|                                                                               |                                                                     | |  |
|                                                                               |                                                                     | |  |
|                                                                               | Bronze oak leaf cluster · Format:Ribbon devices/alt                 | |  |
| Bronze oak leaf cluster · Format:Ribbon devices/alt                           | Silver oak leaf cluster · Format:Ribbon devices/alt                 | V · Bronze oak leaf cluster · Bronze oak leaf cluster · Format:Ribbon devices/alt                                                 |  |
| Bronze oak leaf cluster · Format:Ribbon devices/alt                           | Format:Ribbon devices/alt                                           | Silver oak leaf cluster · Silver oak leaf cluster · Silver oak leaf cluster · Silver oak leaf cluster · Format:Ribbon devices/alt |  |
| Bronze oak leaf cluster · Bronze oak leaf cluster · Format:Ribbon devices/alt | Format:Ribbon devices/alt                                           | Format:Ribbon devices/alt |  |
| Format:Ribbon devices/alt                                                     | Format:Ribbon devices/alt                                           | Format:Ribbon devices/alt |  |
| Bronze star · Format:Ribbon devices/alt                                       | Silver star · Bronze star · Bronze star · Format:Ribbon devices/alt | Silver oak leaf cluster · Bronze oak leaf cluster · Format:Ribbon devices/alt                                                     |  |
| Format:Ribbon devices/alt                                                     | Format:Ribbon devices/alt                                           | Format:Ribbon devices/alt |  |